# Kiều hoa xếp ba
Kiều hoa xếp ba hay bò cạp, lan đất hoa trắng (danh pháp hai phần: Calanthe triplicata) là một loài địa lan.

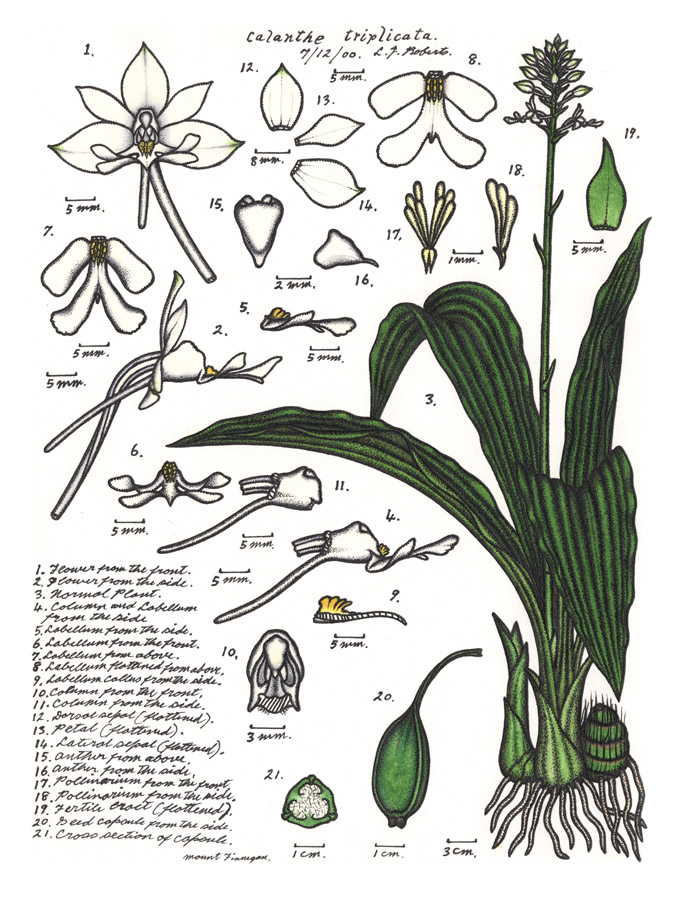
Calanthe triplicata by Lewis Roberts.

Cây phân bố ở khu vực châu Á nhiệt đới và cận nhiệt cũng như ở Úc. Tại Việt Nam, cây có mặt ở các vùng núi trong cả nước.

## Hình ảnh

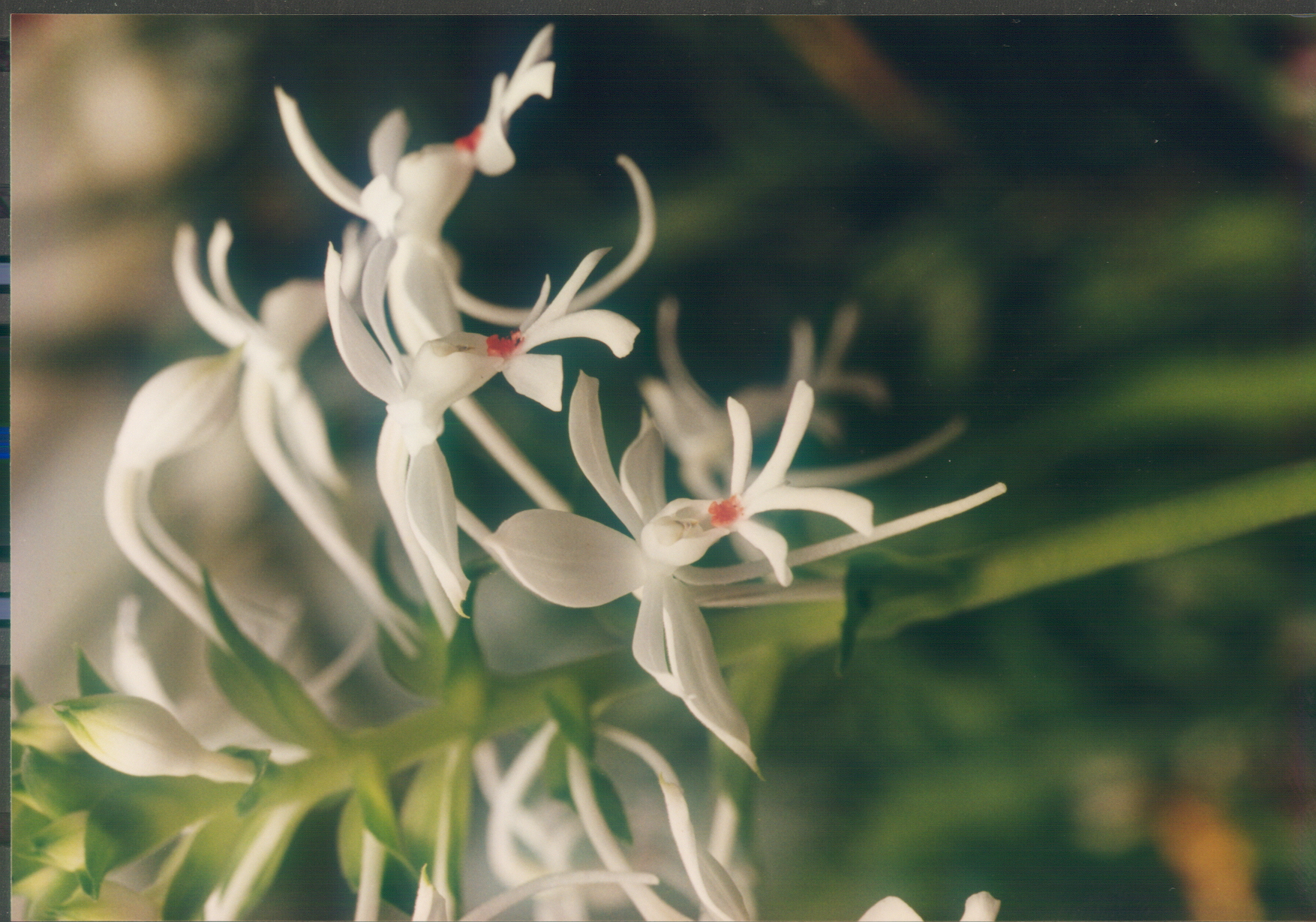
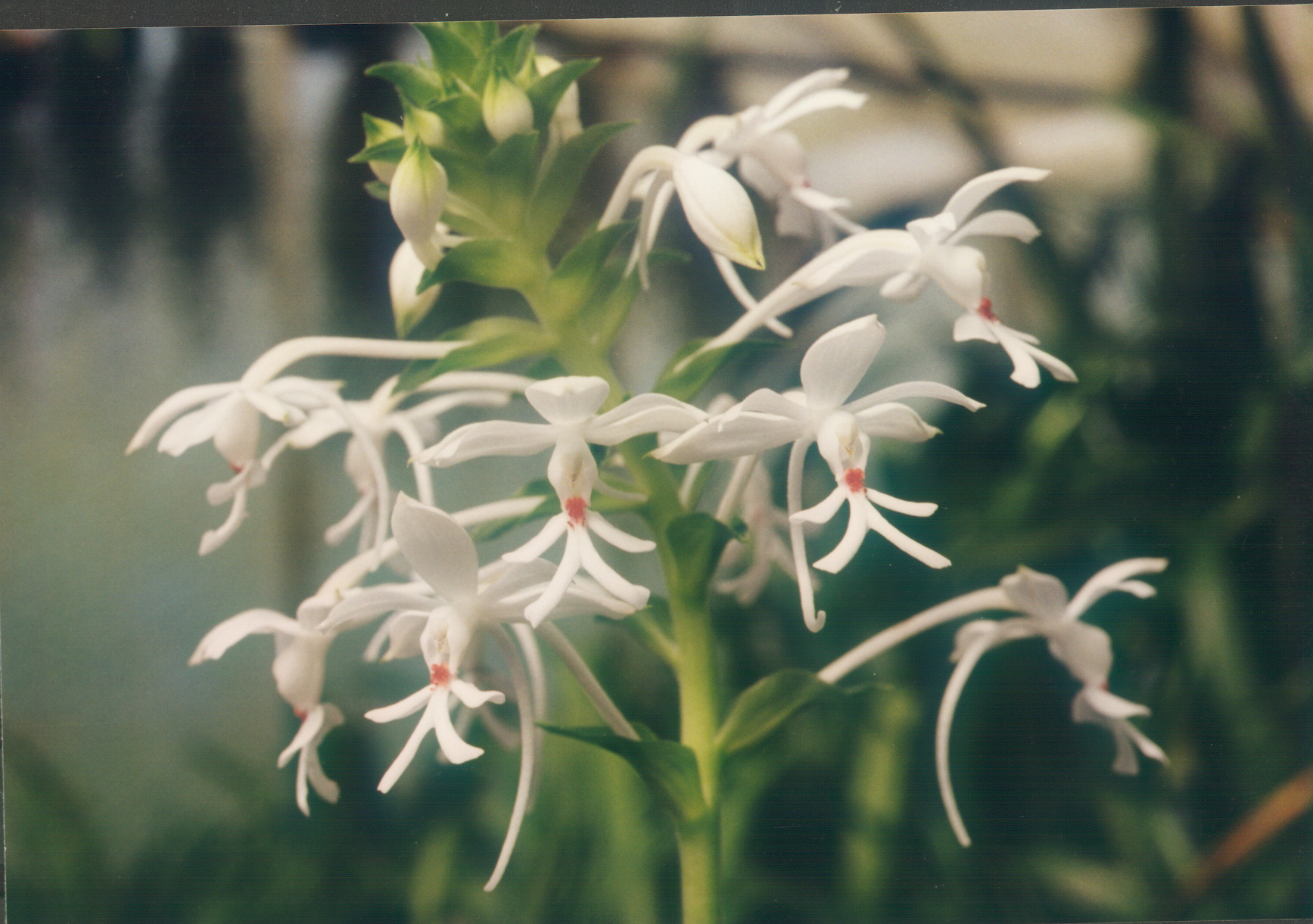
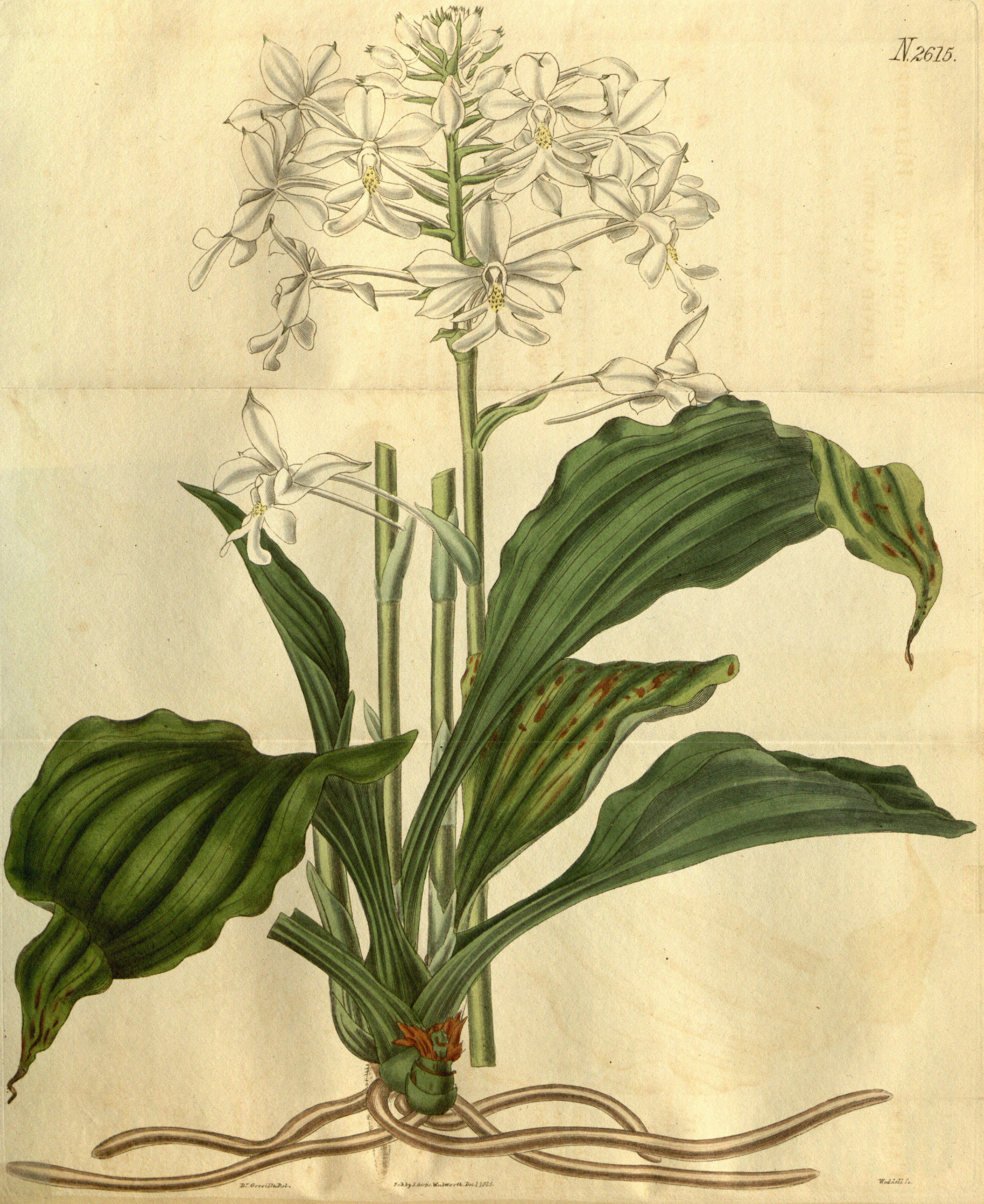
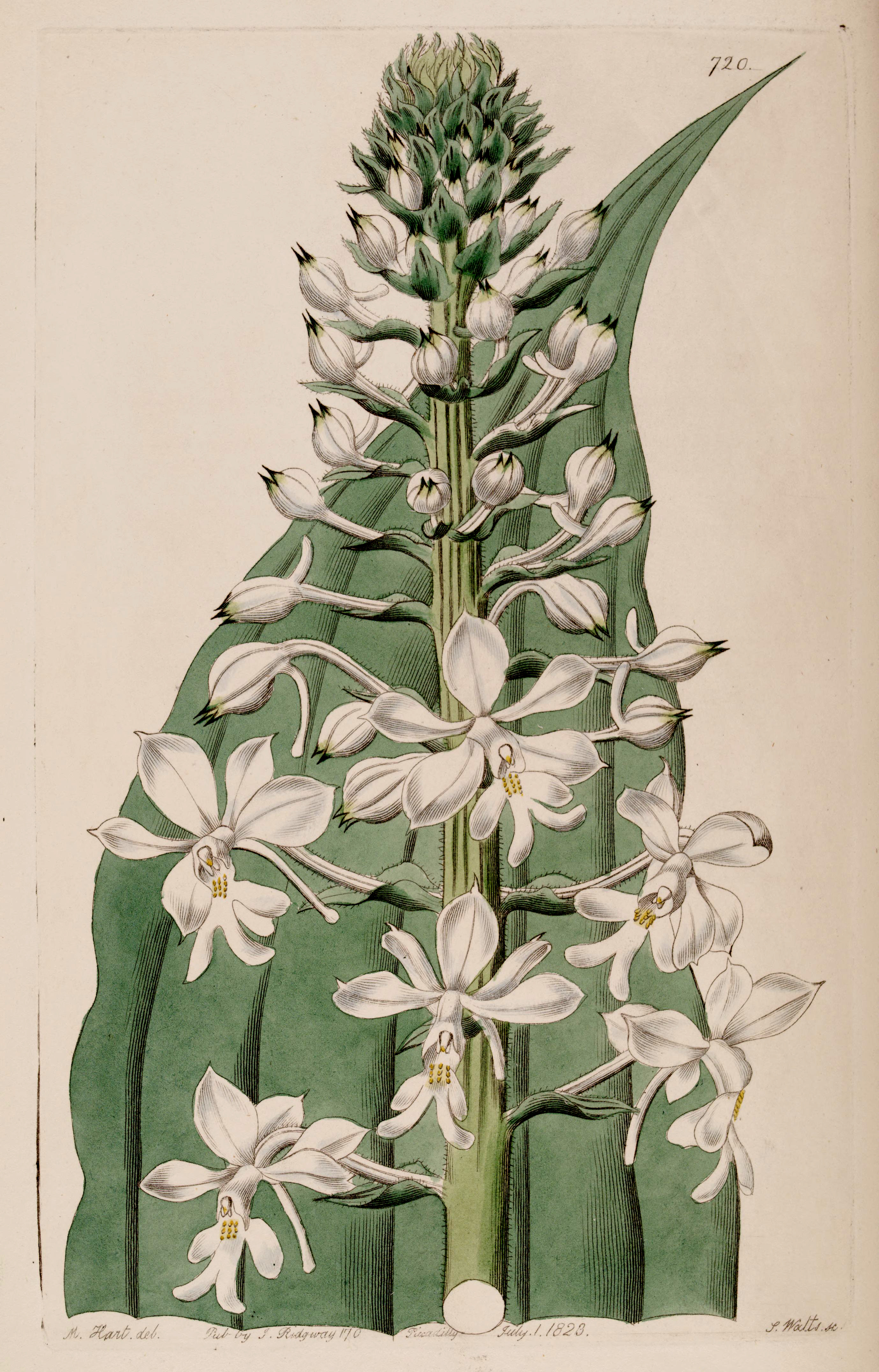